# Вале Мартела (Рим)
Вале Мартела је насеље у Италији у округу Рим, региону Лацио.
Према процени из 2011. у насељу је живело 4410 становника. Насеље се налази на надморској висини од 127 м.